# Сграда „Катракурас“
Сграда „Катракурас“ (на гръцки: Οικοδομή Κατρακούρα) е историческа постройка в град Солун, Гърция.

## Местоположение
Сградата е разположена на улица „Хенри Моргентау“.

## История
Построена е в 1924 година по проект на Андреас Левтериотис. Първоначално е жилищно имение, след това дълги години в сградата е настанена клиниката „Катракурас“, а по-късно център за обучение. Обявена е за паметник на културата в 1983 година. В 2019 година е наета за 20 години и преустроена в бутиков хотел.

## Архитектура
Състои се от сутерен, таванско помещение и три етажа, като последният отдръпнат спрямо предната част на фасадата и е с по-малка площ. Сградата е еклектична, като изгледът е организиран симетрично от двете страни на централната ос, което се подчертава от поставянето на призматичен еркер на първия етаж. Отворите са правоъгълни или полукръгли, парапетите са с модернистично влияние, фасадата е богато украсена с вертикални релефни ленти, хоризонтални ленти с капки, вили и рамки около сводестите отвори. Интересен е и стърчащият сложен корниз над втория етаж. Входът е разположен ексцентрично в южната част на фасадата. Стълбището е покрито със стъклен навес за естествена светлина.